# Grön sköldbagge
Grön sköldbagge (Cassida viridis) är en skalbagge i familjen bladbaggar. Den har en kroppslängd på 8,5 till 10 millimeter. Grundfärgen på kroppen är grön, oftast med bruna eller gula linjer och vinklar. Tillsammans med dess ovala och platta kroppsform utgör detta ett mycket bra kamouflage i vegetation.